# 小行星229762
(229762) 雹神星（Gǃkúnǁʼhòmdímà ˌɡuːnhoʊmˈdiːmə聆听 （页面存档备份，存于） ），也写作(229762) 2007 UK126，是一个黄道离散天体（SDO），绝对星等为3.4，这表明它是最大的矮行星候选者之一。截止2011年8月，迈克尔·E·布朗将它列为很有可能的矮行星。
雹神星的离心率为0.49，说明它曾受引力摄动而形成偏心轨道。它将于大约2046年到达近日点。
它在九次冲时共被观测到58次，最早的照片可追溯到1982年。
雹神星以纳米比亚的萨恩人神话中的土豚少女贡孔迪玛（Gǃkúnǁ’hòmdímà）命名。贡孔迪玛为美丽的少女，亦以巨蟒或大象的形象出现，她保护她的人民，并以刺条（gǁámígǁàmì）、冰雹雨云，和魔法羚羊角圭库（gǃò’éǃhú）惩罚作恶者。
雹神星的卫星为雹卫一（Gǃò’é ǃHú ˌɡoʊ.eɪˈhuː 或 ˌɡoʊ.eɪˈkuː聆听 （页面存档备份，存于）），是最红的海王星外天体之一。